# Dothideomycetidae
Sous-classe
Synonymes
- Dothideomycetidae P.M. Kirk, P.F. Cannon, J.C. David & Stalpers, 2001[1]

Les Dothideomycetidae sont une sous-classe de champignons (Fungi) de la classe des Dothideomycetes.

## Systématique
Le nom scientifique complet (avec auteurs) de ce taxon est Dothideomycetidae P.M. Kirk, P.F. Cannon, J.C. David & Stalpers ex C.L. Schoch, Spatafora, Crous & Shoemaker, 2007, créé en 2001, puis choisi dans une étude phylogénétique de 2007 pour désigner l'une des deux lignées principales de la classe des Dothideomycetes, l'autre étant la sous-classe des Pleosporomycetidae.

## Liste des taxons de rang inférieur
Liste des genres, familles et ordres selon MycoBank (17 avril 2022) :
- Acerbia (Sacc.) Sacc. & P. Syd., 1899
- Aenigmatomyces R.F. Castañeda & W.B. Kendr., 1994
- Aquamarina Kohlm., Volkm.-Kohlm. & O.E. Erikss., 1996
- Argentinomyces N.I. Peña & Aramb., 1997
- Argynnaceae Shearer & J.L. Crane, 1980
- Arthopyreniella J. Steiner, 1911
- Ascohansfordiellopsis D. Hawksw., 1979
- Ascominuta Ranghoo & K.D. Hyde, 2000
- Ascomycetella Peck, 1881
- Ascoporiaceae Kutorga & D. Hawksw., 1997
- Ascosubramania Rajendran, 1997
- Barrina A.W. Ramaley, 1997
- Brefeldiellaceae (Theiss.) E. Müll. & Arx, 1962
- Calyptrozyma Boekhout & Spaay, 1995
- Capnodiales Woron., 1925
- Capnogonium Bat. & Peres, 1961
- Chaetomelanops Petr., 1948
- Chaetonectrioides Matsush., 1996
- Chermomyces Brain, 1923
- Ciferriomyces Petr., 1932
- Coccochorella Höhn., 1910
- Dawsophila Döbbeler, 1981
- Dexteria F. Stevens, 1917
- Didymotrichia Berl., 1893
- Dipyrgis Clem., 1909
- Dothideales Lindau, 1897
- Dryinosphaera Dumort., 1822
- Elaeomyces Kirchn., 1888
- Enduria Norman, 1884
- Englerulaceae Henn., 1904
- Epibotrys Theiss. & Syd., 1915
- Extrusothecium Matsush., 1996
- Frondisphaeria K.D. Hyde, 1996
- Gibberinula Kuntze, 1898
- Goosia B. Song, 2003
- Harmandiana B. de Lesd., 1914
- Heterochlamys Pat., 1895
- Hyalotexis Syd., 1925
- Keisslerellum Werner, 1944
- Keratosphaera H.B.P. Upadhyay, 1964
- Laterotheca Bat., 1963
- Leucographa Nyl., 1857
- Limboria Ach., 1815
- Lithopythium Bornet & Flahault, 1891
- Melanobotrys Rodway, 1926
- Melanochlamys Syd. & P. Syd., 1914
- Micromastia Speg., 1909
- Microthyriales G. Arnaud, 1925
- Mycosphaerellales (Nannf.) P.F. Cannon, 2001
- Myriangiales Starbäck, 1899
- Myxophora Döbbeler & Poelt, 1978
- Naumovia Dobrozr., 1928
- Nemacola A. Massal., 1855
- Neonorrlinia Syd., 1923
- Otthiella (Sacc.) Sacc. & D. Sacc., 1905
- Overeemia G. Arnaud, 1954
- Phaeophragmocauma F. Stevens, 1931
- Phaeopolystomella Bat. & H. Maia, 1960
- Phanerococcus Theiss. & Syd., 1918
- Phelonitis Chevall., 1826
- Phillipsiellaceae Höhn., 1909
- Phragmodimerium Petr. & Cif., 1932
- Phyllobatheliaceae Bitter & F. Schill., 1927
- Pleosphaeropsis Died., 1916
- Polystomellaceae Theiss. & Syd., 1915
- Potamomyces K.D. Hyde, 1995
- Prolisea Clem., 1931
- Protoscyphaceae Kutorga & D. Hawksw., 1997
- Pseudoendococcus Marchand, 1896
- Pseudoperisporiaceae Toro, 1926
- Pteromycula P.F. Cannon, 1997
- Rachidicola K.D. Hyde & J. Fröhl., 1995
- Rehmiomycella E. Müll., 1962
- Rehmiomyces Henn., 1904
- Rivilata Kohlmann, Volkmann-Kohlmann & O.E. Erikss., 1998
- Rostafinskia Speg., 1880
- Saccardiaceae Höhn., 1909
- Sampaioa Gonz. Frag., 1924
- Santiella Tassi, 1900
- Sorothelia Körb., 1865
- Tamsiniella S.W. Wong, K.D. Hyde, W.H. Ho & S.J. Stanley, 1998
- Teichosporella (Sacc.) Sacc., 1895
- Testudinaceae Arx, 1971
- Trachyxylaria Möller, 1901
- Trematosphaeriopsis Elenkin, 1901
- Trichoplacia A. Massal., 1855
- Vainiona Werner, 1943
- Venturiella Speg., 1909
- Verlotia Fabre, 1879
- Vizellaceae H.J. Swart, 1971
- Wongia Khemmuk, Geering & R.G. Shivas, 2016
- Xyloceras A.L. Sm., 1901